# Puchar Świata w narciarstwie alpejskim kobiet 1977/1978
Puchar Świata w narciarstwie alpejskim kobiet sezon 1977/1978 to 12 edycja tej imprezy. Cykl ten rozpoczął się we francuskim Val d’Isère 7 grudnia 1977 roku, a zakończył 19 marca 1978 roku w szwajcarskiej miejscowości Arosa. 

## Podium zawodów

### indywidualnie
| Lp                                                                            | Data             | Miejsce              | Konkurencja       | Zwyciężczyni          | 2. miejsce            | 3. miejsce          |
| 1.                                                                            | 9 grudnia 1977   | Val d’Isère          | zjazd             | Marie-Therese Nadig   | Annemarie Moser-Pröll | Monika Bader        |
| 2.                                                                            | 8 grudnia 1977   | Val d’Isère          | gigant            | Lise-Marie Morerod    | Maria Epple           | Monika Kaserer      |
| 3.                                                                            | 10 grudnia 1977  | Cervinia             | slalom            | Perrine Pelen         | Fabienne Serrat       | Hanni Wenzel        |
| 4.                                                                            | 15 grudnia 1977  | Madonna di Campiglio | gigant            | Hanni Wenzel          | Monika Kaserer        | Lise-Marie Morerod  |
| 5.                                                                            | 6 stycznia 1978  | Pfronten             | zjazd             | Annemarie Moser-Pröll | Cindy Nelson          | Doris de Agostini   |
| 6.                                                                            | 7 stycznia 1978  | Pfronten             | zjazd             | Annemarie Moser-Pröll | Cindy Nelson          | Marie-Theres Nadig  |
| 7.                                                                            | 9 stycznia 1978  | Les Diablerets       | gigant            | Lise-Marie Morerod    | Hanni Wenzel          | Maria Epple         |
| 8.                                                                            | 10 stycznia 1978 | Les Diablerets       | gigant            | Hanni Wenzel          | Monika Kaserer        | Fabienne Serrat     |
| 9.                                                                            | 13 stycznia 1978 | Les Diablerets       | zjazd             | Annemarie Moser-Pröll | Evi Mittermaier       | Irene Epple         |
| 10.                                                                           | 18 stycznia 1978 | Badgastein           | zjazd             | Evi Mittermaier       | Annemarie Moser-Pröll | Marie-Therese Nadig |
| 11.                                                                           | 19 stycznia 1978 | Badgastein           | slalom            | Lise-Marie Morerod    | Hanni Wenzel          | Perrine Pelen       |
| 12.                                                                           | 22 stycznia 1978 | Maribor              | slalom            | Hanni Wenzel          | Maria Epple           | Lea Sölkner         |
| 13.                                                                           | 24 stycznia 1978 | Berchtesgaden        | slalom            | Hanni Wenzel          | Lise-Marie Morerod    | Perrine Pelen       |
| 14.                                                                           | 25 stycznia 1978 | Berchtesgaden        | slalom            | Hanni Wenzel          | Fabienne Serrat       | Lise-Marie Morerod  |
| 25. Mistrzostwa Świata w Narciarstwie Alpejskim 1978 – Garmisch-Partenkirchen |                  |                      |                   |                       |                       |                     |
| 15.                                                                           | 8 lutego 1978    | St. Gervais          | slalom            | Perrine Pelen         | Lea Sölkner           | Fabienne Serrat     |
| 16.                                                                           | 9 lutego 1978    | Megève               | gigant            | Lise-Marie Morerod    | Annemarie Moser-Pröll | Fabienne Serrat     |
| 17.                                                                           | 2 marca 1978     | Stratton Mountain    | gigant            | Hanni Wenzel          | Maria Epple           | Lise-Marie Morerod  |
| 18.                                                                           | 5 marca 1978     | Stratton Mountain    | slalom            | Perrine Pelen         | Fabienne Serrat       | Hanni Wenzel        |
| 19.                                                                           | 7 marca 1978     | Waterville Valley    | gigant            | Lise-Marie Morerod    | Becky Dorsey          | Fabienne Serrat     |
| 20.                                                                           | 11 marca 1978    | Bad Kleinkirchheim   | zjazd             | Annemarie Moser-Pröll | Cindy Nelson          | Evi Mittermaier     |
| 21.                                                                           | 12 marca 1978    | Bad Kleinkirchheim   | zjazd             | Annemarie Moser-Pröll | Cindy Nelson          | Marie-Therese Nadig |
| 22.                                                                           | 17 marca 1978    | Arosa                | gigant            | Annemarie Moser-Pröll | Irene Epple           | Lise-Marie Morerod  |
| 23.                                                                           | 19 marca 1978    | Arosa                | slalom równoległy | Annemarie Moser-Pröll | Christa Zechmeister   | Viki Fleckenstein   |

## Końcowa klasyfikacja generalna
| Miejsce | Zawodniczka           | Punkty |
| ------- | --------------------- | ------ |
| 1.      | Hanni Wenzel          | 154    |
| 2.      | Annemarie Moser-Pröll | 147    |
| 3.      | Lise-Marie Morerod    | 135    |
| 4.      | Fabienne Serrat       | 105    |
| 5.      | Cindy Nelson          | 97     |
| 6.      | Perrine Pelen         | 96     |
| 7.      | Maria Epple           | 94     |
| 8.      | Monika Kaserer        | 76     |
| 9.      | Lea Sölkner           | 70     |
| 10.     | Marie-Therese Nadig   | 63     |

### Zjazd (po 7 z 7 konkurencji)
| Miejsce | Zawodniczka           | Punkty |
| ------- | --------------------- | ------ |
| 1.      | Annemarie Moser-Pröll | 125    |
| 2.      | Cindy Nelson          | 91     |
| 3.      | Marie-Therese Nadig   | 78     |
| 4.      | Evi Mittermaier       | 74     |
| 5.      | Doris de Agostini     | 51     |

### Slalom gigant (po 8 z 8 konkurencji)
| Miejsce | Zawodniczka           | Punkty |
| ------- | --------------------- | ------ |
| 1.      | Lise-Marie Morerod    | 115    |
| 2.      | Hanni Wenzel          | 106    |
| 3.      | Maria Epple           | 77     |
| 4.      | Monika Kaserer        | 62     |
| 5.      | Fabienne Serrat       | 60     |
| 5.      | Annemarie Moser-Pröll | 60     |

### Slalom (po 8 z 8 konkurencji)
| Miejsce | Zawodniczka        | Punkty |
| ------- | ------------------ | ------ |
| 1.      | Hanni Wenzel       | 110    |
| 2.      | Perrine Pelen      | 105    |
| 3.      | Fabienne Serrat    | 79     |
| 4.      | Lise-Marie Morerod | 71     |
| 5.      | Lea Sölkner        | 65     |

### Drużynowo
| Miejsce | Kraj              | Punkty |
| ------- | ----------------- | ------ |
| 1.      | Austria           | 389    |
| 2.      | Szwajcaria        | 272    |
| 3.      | RFN               | 259    |
| 4.      | Stany Zjednoczone | 224    |
| 5.      | Francja           | 206    |